# Libornès
El Libornès, (en occità: Libornés, en francès: Libournais) és un parçan o comarca d'Occitània situat a la Guiena. La seva vil·la principal és Liborna.
Segons la proposta de divisió territorial d'Occitània del diari Jornalet, basada en l'obra de Frederic Zégierman Le Guide des pays de France, el Libornès estaria ubicat a la regió de la Guiena, subregió de Bordelès.
Oficialment, les comunes del Libornès estan adscrites administrativament al departament francès de la Gironda (nord-est), a la regió administrativa de Nova Aquitània.